# Mogibacterium timidum
Mogibacterium timidum è una specie di batterio appartenente alla famiglia delle Eubacteriaceae.